# Pero Canela
Pero Canela es el nombre de una variedad cultivar de manzano (Malus domestica). Esta manzana es originaria de Galicia, está cultivada en la colección de árboles frutales y banco de germoplasma de Mabegondo con el Nº 39; ejemplares procedentes de esquejes localizados en San Xoán de Lubre, parroquia del municipio de Bergondo (La Coruña).

## Sinónimos
- "Manzana Pero Canela",[4][5]
- "Maceira Pero Canela",
- "Anisete",
- "De Santiago",
- "Agostina".[6]

## Características
El manzano de la variedad 'Pero Canela' tiene un vigor vigoroso, productivo. Tamaño grande y porte erguido.
Época de inicio de brotación a partir del 18 de abril y de floración a partir de 15 de mayo.
Las hojas tienen una longitud del limbo de tamaño medio, con la máxima anchura del limbo medio. Longitud de las estípulas es media y la máxima anchura de las estípulas es ancha. Denticulación del borde del limbo es biserrado, con la forma del ápice del limbo cuspidado y la forma de la base del limbo es obtuso. Con subestípulas presentes.
Sus flores tienen una longitud de los pétalos larga, anchura de los pétalos es media, disposición de los pétalos en libres entre sí, con una longitud del pedúnculo corta.
La variedad de manzana 'Pero Canela' tiene un fruto de tamaño pequeño, de forma globoso-cónica, de color amarillo, con chapa lavada, e intensidad pálida. Epidermis de textura rugosa, con pruina en su superficie, y con presencia de cera nula. Sensibilidad al "russeting" (pardeamiento áspero superficial que presentan algunas variedades) sensible. Con lenticelas de tamaño mediano.
Los sépalos están dispuestos de forma variable, y superpuestos en su base; su fosa calicina es profunda de una anchura media. Pedúnculo de grosor estrecho y de longitud largo, siendo la cavidad peduncular de una profundidad media y de anchura media. Con pulpa de color blanca, de firmeza es intermedia y textura intermedia; su jugosidad es jugosa con sabor de acidez débil, y aromática.
Época de maduración y recolección a partir del 8 de octubre. 'Pero Canela' es una manzana que su destino es la conservación de esta variedad en el banco de germoplasma de Mabegondo como reserva genética.

## Susceptibilidades
- Oidio: ataque medio
- Moteado:  no presenta
- Raíces aéreas:  no presenta
- Momificado:  no presenta
- Pulgón lanígero: no presenta
- Pulgón verde: ataque medio
- Araña roja: no presenta
- Chancro del manzano: no presenta[3]